# Stenospermation sessile
Stenospermation sessile — вид квіткових рослин із родини кліщинцевих (Araceae), роду Stenospermation. Це витка рослина, рідним ареалом якої є Колумбія, Коста-Рика, Панама.